# Primo amore/Quella rosa
Primo amore/Quella rosa è un singolo della cantante italiana Milva pubblicato nel 1969 dalla casa discografica Dischi Ricordi.

## Descrizione
La cantante con il brano Primo amore ha partecipato alla manifestazione Un disco per l'estate 1969 e sempre con lo stesso brano ha preso parte alla trasmissione televisiva Senza rete del 1969.

## Tracce
1. Primo amore (Di Umberto Balsamo e Rompigli)
2. Quella rosa (Di Mogol e A. Lukusuke)